# Malokurilskoje
Malokurilskoje (rusky Малокурильское) je vesnice v Južnokurilském rajónu, v Sachalinské oblasti na pobřeží Malokurilské zátoky na kurilském ostrově Šikotan v Rusku. Podle sčítání obyvatel v roce 2010 zde žilo 1 873 obyvatel. Malokurilskoje je nejvzdálenější ruskou osadou od Moskvy.

## Historie

### Japonské období
Dne 11. července 1884 byli na dosud neobydlený ostrov Šikotan sestěhováni domorodí Ainuové ze všech Kurilských ostrovů, aby mohla být lépe prováděna japonská kolonizace a Ainuové pojaponštováni. Centrem ostrova se stala nově založená osada Šakotan. Od roku 1892 začalo japonské přistěhovalectví z japonských ostrovů do Šakotanu a v tomto roce byla v osadě také založena první základní škola.
Roku 1914 otevřela v Šakotanu svou pobočku japonská velrybářská společnost Tosa Whaling Co., Ltd. a o dva roky později se zde objevila Toyo Whaling Co., Ltd. V roce 1927 byla osada spojena silnicí s 24 km vzdálenou osadou Notoro a o tři roky později silnice propojila Šakotan s 9 km vzdálenou vesnicí Inemoširi. V roce 1933 došlo k přejmenování vesnice na Šikotan. Podle sčítání obyvatel zde žilo v roce 1940 1 499 obyvatel. Japonci se zde věnovali rybolovu, sběru mořských řas, pastvě koní, hornictví a lesnictví.

### Sovětské období
Dne 1. září 1945 se v Šikotanu vylodilo 600 sovětských vojáků pod velením nadporučíka Vostrikova a obsadilo osadu a celý ostrov. V důsledku výsledku druhé světové války SSSR anektoval Kurilské ostrovy. Japonské obyvatelstvo bylo vysídleno do Japonska a začalo se řešit přejmenování osady. Jako nejvhodnější jméno bylo vybráno Spanberg, podle ruského objevitele Martina Petroviče Spanberga, který v rámci ruské Velké severní expedice v roce 1739 objevil pro Evropany ostrov Šikotan. Ale podle dekretu Nejvyššího sovětu RSFSR z 15. října 1947 bylo rozhodnuto použít název Malokurilskoje, který odkazoval na geografickou polohu osady na hřebeni Malých Kuril.
Spolu s přejmenováním byla osada také v roce 1947 povýšena na sídlo městského typu. V Malokurilském byly budovány nové rybí závody, konzervárny a sestěhováni z pevniny především Rusové a Ukrajinci. V letech 1964 až 1966 byl vybudován námořní terminál s velkým nákladním molem. V dobách největší slávy zde žilo 3 800 obyvatel a existovalo sedm konzerváren.

### Ruské období
Po rozpadu SSSR došlo k bankrotu většiny místních továren, v roce 1994 byl ostrov Šikotan zasažen silnou vlnou tsunami díky nedalekému zemětřesení na volném moři. Většina pobřežních budov v Malokurislkém byla poničena. Malokorulské se začalo vylidňovat, stejně jako celý Šikotan.
V roce 2003 byl v Malokurilském vysvěcen pravoslavný dřevěný kostelík Daniela Moskevského. Chrám postupně chátral, proto bylo v roce 2022 rozhodnuto o stavbě nového kostela, který nahradí původní. V září 2022 byl vysvěcen nový pozemek arcibiskupem Nikanorem z Južno-Sachalinsku.
V důsledku poklesu obyvatel v Malokurilském došlo v roce 2004 k odnětí práv sídla městského typu a degradaci na vesnici.

## Hospodářství
Ve vesnici je velká továrna na zpracování rybích produktů Ostrovnoj.

## Doprava
Malokurilskoje je spojeno 9 km dlouhou asfaltovou silnicí s osadou Krabozavodskoje. Od 1. ledna 2016 poprvé v historii ostrova Šikotana začala mezi oběma osadami jezdit pravidelná městská hromadná doprava. Spoj je obsluhován dvěma autobusy PAZ, které vlastní dopravní společnost Šikotan Vodokanal.

## Pamětihodnosti
- Hrob Jakova Storoževa, posledního ainuského náčelníka, který byl v roce 1884 přesídlen japonskými úřady na Šikotan.[8]
- Chátrající kostelík Daniela Moskevského.
- Trosky šintoistické svatyně Šikotan-džindža.
- V roce 2005, na počest 60. výročí osvobození Kurilských ostrovů, byl instalován v osadě monument se sovětským tankem IS-2.
- V roce 1989 byla v Malokurilském instalována pamětní cedule na počest 250. výročí objevení ostrova Šikotan Spanbergovou expedicí. Cedule byla v roce 2019 rekonstruována.[9]

## Galerie

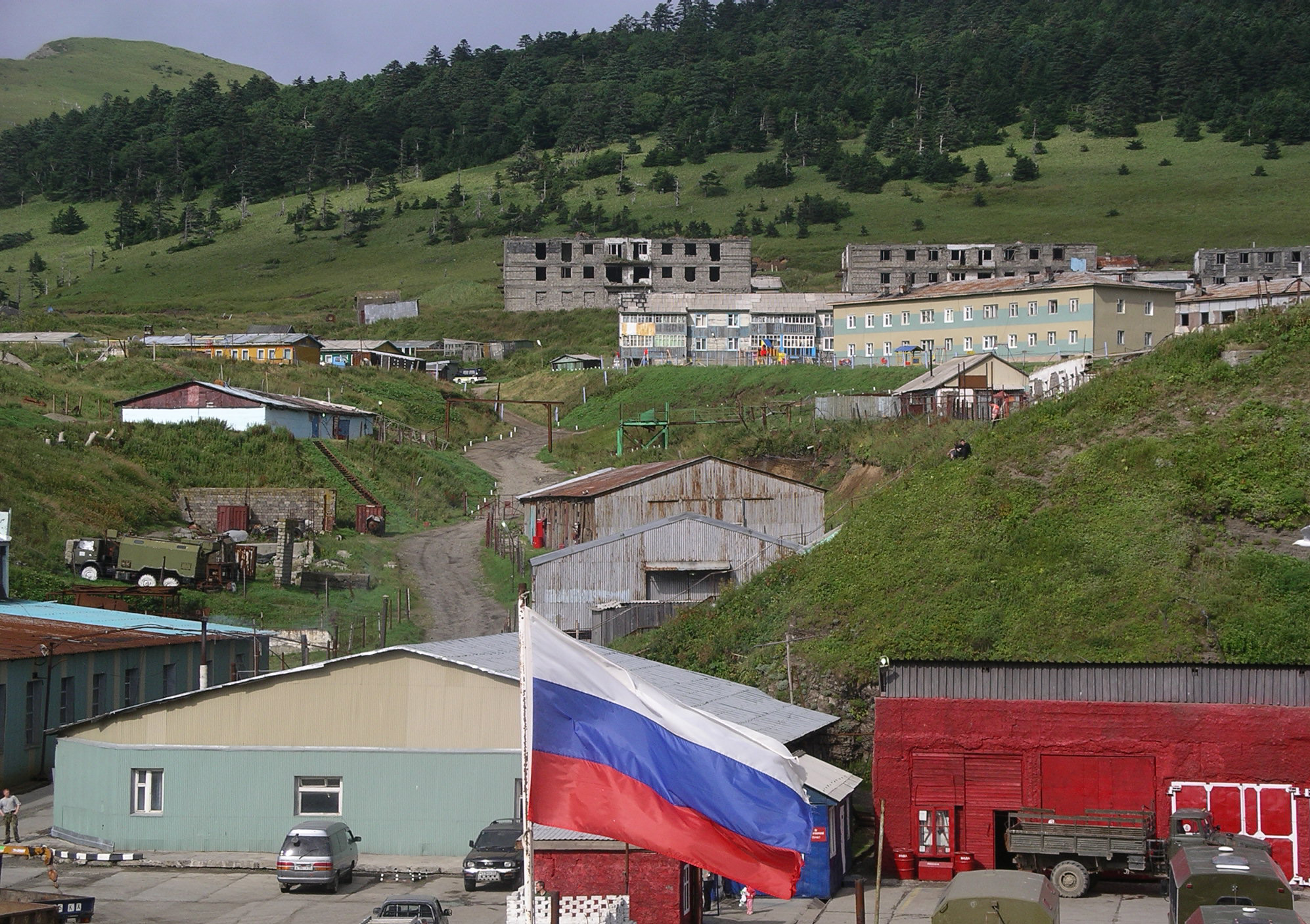
Pohled na Malokurilskoje (2006)
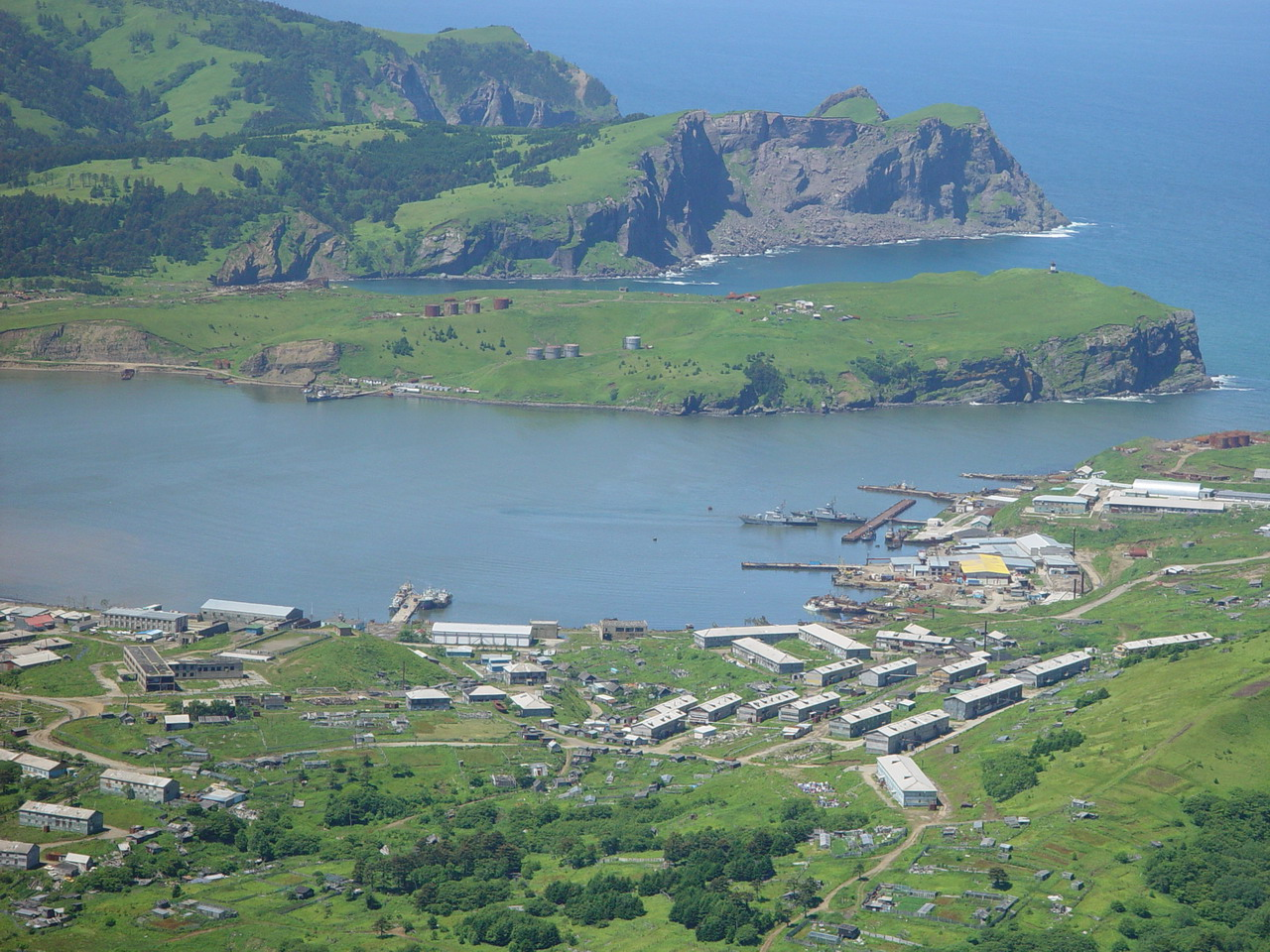
Malokurilskoje (2007)
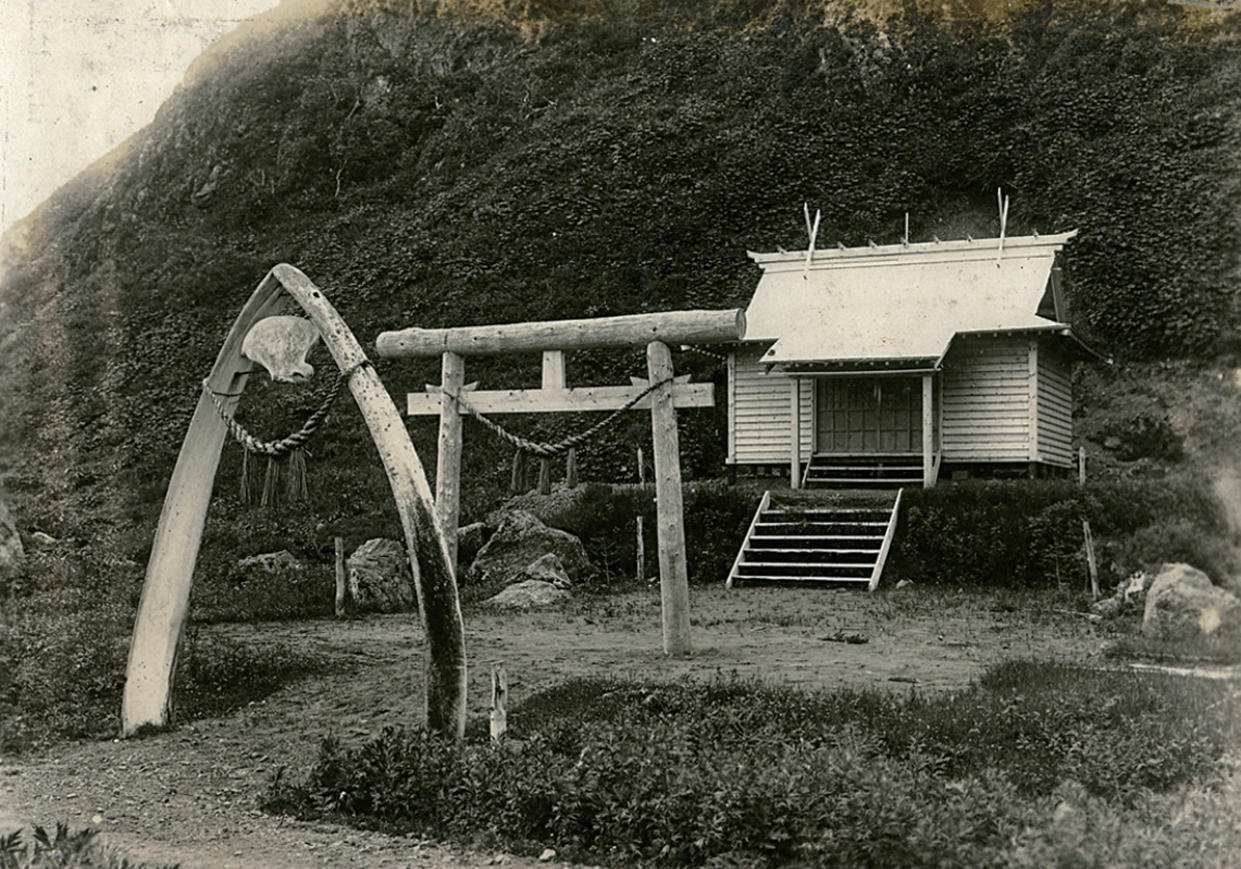
Šintoistická svatyně (před rokem 1945)
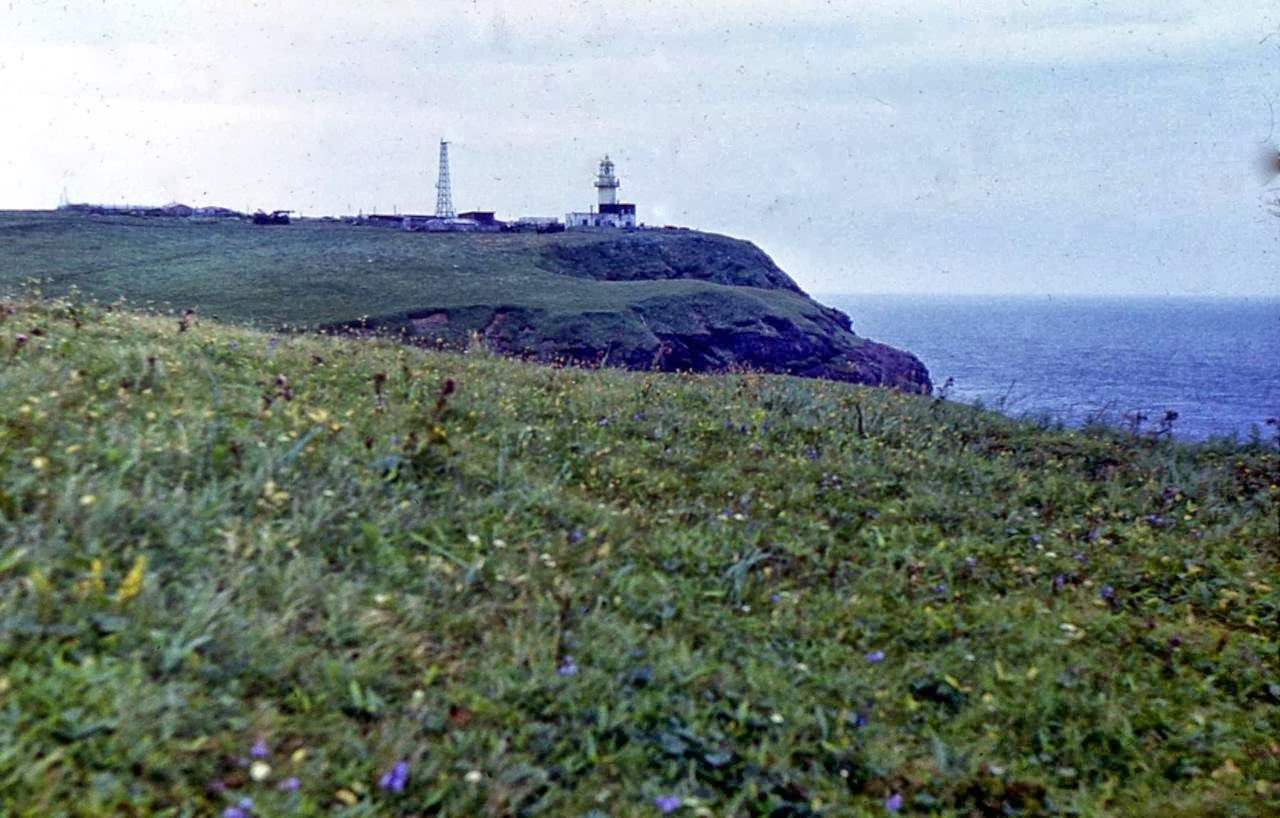
Pohled na maják v Malokurilském (2004)